# THE LION IN WINTER 冬のライオン
『THE LION IN WINTER 冬のライオン』（ザライオンインウィンターふゆのライオン、The Lion in Winter）は2003年のアメリカ合衆国の歴史映画。監督はアンドレイ・コンチャロフスキー、出演はパトリック・スチュワートとグレン・クローズなど。ジェームズ・ゴールドマンによる舞台劇『冬のライオン』をゴールドマン自らの脚本で映画化した作品で、同原作の1968年の映画化作品のリメイクである。テレビ映画として製作され、2003年12月26日にイギリスで先行公開された後、本国アメリカでは2004年5月23日に放送された。
日本では他の作品とともに2005年5月27日に発売されたDVD-BOX『ブリティッシュ・キングダム』に収録されている。

## キャスト
- ヘンリー: パトリック・スチュワート
- エレノア: グレン・クローズ
- リチャード: アンドリュー・ハワード（英語版）
- ジェフリー: ジョン・ライト（英語版）
- ジョン: レイフ・スポール
- フィリップ: ジョナサン・リース＝マイヤーズ
- アリース: ユリア・ヴィソツカヤ（英語版）
- ウィリアム・マーシャル: クライヴ・ウッド（英語版）

## 受賞歴
| 賞                       | 部門                                                             | 対象                                                             | 結果       |
| ------------------------ | ---------------------------------------------------------------- | ---------------------------------------------------------------- | ---------- |
| ゴールデングローブ賞     | 作品賞（ミニシリーズ・テレビ映画）                               |                                                                  | ノミネート |
| ゴールデングローブ賞     | 主演男優賞（ミニシリーズ・テレビ映画）                           | パトリック・スチュワート                                         | ノミネート |
| ゴールデングローブ賞     | 主演女優賞（ミニシリーズ・テレビ映画）                           | グレン・クローズ                                                 | 受賞       |
| プライムタイム・エミー賞 | 作品賞（テレビ映画部門）                                         |                                                                  | ノミネート |
| プライムタイム・エミー賞 | 演出監督賞（ミニシリーズ/テレビ映画部門）                        | アンドレイ・コンチャロフスキー                                   | ノミネート |
| プライムタイム・エミー賞 | 主演女優賞（ミニシリーズ/テレビ映画部門）                        | グレン・クローズ                                                 | ノミネート |
| プライムタイム・エミー賞 | 美術監督賞（ミニシリーズ/テレビ映画/スペシャル番組部門）         | ロジャー・ホール ヤーノシュ・サボルチ イシュトヴァン・トス       | ノミネート |
| プライムタイム・エミー賞 | 衣装賞（ミニシリーズ/テレビ映画/スペシャル番組部門）             | コンソラータ・ボイル マグダレン・ルバルカヴァ ローナ・マクガーク | 受賞       |
| プライムタイム・エミー賞 | ヘアスタイリング賞（ミニシリーズ/テレビ映画/スペシャル番組部門） | マーシャル・コーンヴィル シルキー・リスク クラリ・ザネック       | ノミネート |
| 全米映画俳優組合賞       | 女優賞（テレビ映画・ミニシリーズ部門）                           | グレン・クローズ                                                 | 受賞       |